# Reebokantilope
De reebokantilope (Pelea capreolus)  is een zoogdier uit de familie van de holhoornigen (Bovidae). De wetenschappelijke naam van de soort werd voor het eerst geldig gepubliceerd door Johann Reinhold Forster in 1790.

## Kenmerken
Het slanke lichaam is bedekt met een wollige, zachte vacht, die bruingrijs van kleur is. Dit wordt gedragen door lange poten. Op de kop bevinden zich lange, puntige oren. De schofthoogte bedraagt 70 tot 80 cm en het gewicht bedraagt 20 tot 23 kg.

## Verspreiding en leefgebied
Deze kleine antilope komt voor in Zuid-Afrika.